# Davitt Moroney
Davitt Moroney, né le 23 décembre 1950, est un musicien (claveciniste et organiste) et musicologue britannique, né de parents irlandais et italien.

## Biographie
Davitt Moroney fait ses études de musicologie au King's College de Londres où il eut comme professeur Thurston Dart. Puis il poursuit l'étude du clavecin auprès de Kenneth Gilbert et Gustav Leonhardt. Il obtient aussi des diplômes d'interprétation et d'enseignement en 1974 à la Royal Academy of Music et au Royal College of Music. Il obtient un doctorat de musicologie à l'Université de Californie (Berkeley) en 1980 sur une thèse consacrée à la musique de Thomas Tallis et William Byrd puis il s'établit à Paris, travaillant en indépendant avant de retourner aux États-Unis pour y enseigner à Berkeley. 
Moroney a donné les premières exécutions modernes de nombreuses œuvres du passé telles que le Livre de tablature de Clavescin de Marc-Roger Normand (le cousin de François Couperin, claveciniste à Turin), les pièces pour orgue de Louis Couperin (manuscrit Oldham) et les pièces de clavecin de Henry Purcell d'un manuscrit autographe récemment découvert. 
Il a aussi enregistré des œuvres de Bach, Biber, Louis Couperin, etc. et a été récompensé en 2000 (Gramophone Early Music Award) pour son enregistrement intégral de l'œuvre pour clavier de William Byrd.